# Angol
Angol er en by i Araucanía-regionen i Chile.